# Vojnici (Babušnica)
Vojnici egy falu Szerbiában, a Piroti körzetben, a Babušnicai községben.

## Népesség
- 1948-ban 464 lakosa volt.
- 1953-ban 441 lakosa volt.
- 1961-ben 380 lakosa volt.
- 1971-ben 287 lakosa volt.
- 1981-ben 237 lakosa volt.
- 1991-ben 139 lakosa volt
- 2002-ben 104 lakosa volt, akik közül 103 szerb (99,03%) és 1 román.